# スティル・ライフ (小説)
『スティル・ライフ』は池澤夏樹が「中央公論」1987年10月号に発表した中編小説。
1987年下期、第98回『芥川賞』と第13回『中央公論新人賞』を同時受賞。初めてワープロで書かれた芥川賞受賞作としても知られている。
現代的な癖のない文体で、寓話的な世界観が描かれている。

## あらすじ
"ぼく"が働く染色工場で出会った佐々井と、酒場で日常とは無縁な天文や哲学を語る関係が生まれた。工場を退職した佐々井から、間もなく"ぼく"の元に連絡が入った。ある会社の公金を横領した過去を持つ佐々井と、彼からの依頼で始まった奇妙な3カ月間の共同生活と不思議な交流は、静かに終りを迎える。

## 書籍
- 1988年2月 中央公論新社

- 1991年12月 中公文庫

## テレビドラマ
TBSの2時間ドラマ枠『土曜ドラマスペシャル 』で実写ドラマ化され、1989年4月29日に「スティル・ライフ-霧子とマリエの犯罪的同棲生活」のタイトルで放送された。
1989年、第27回ギャラクシー賞奨励賞受賞作品。
出演：田中裕子（霧子)、南果歩（マリエ)、黒田アーサー（悠二)、岸谷五朗、橋爪功、河原崎長一郎 ほか
プロデューサー：堀川とんこう、和田旭
脚本：筒井ともみ
ディレクター・監督：堀川とんこう
制作：TBS

## ラジオドラマ
1995年7月22日、NHK-FM放送「FMシアター」にてラジオドラマが放送された。
出演：大沢健（ぼく）、小木茂光（佐々井）ほか